# 72432 Kimrobinson
72432 Kimrobinson este o planetă minoră (asteroid), cu un diametru de 2,153 km, din centura de asteroizi. A fost descoperită pe 14 februarie 2001 la  de Donald P. Pray⁠(d). 
Obiectul prezintă o orbită caracterizată de o semiaxă mare de 2,6087828853675 UAi, o excentricitate de 0,15, o înclinație de 5,5 ° în raport cu ecliptica.